# Королева Маврикия
Королева Маврикия — глава Маврикия с 1968 по 1992 год, когда остров был конституционной монархией с Елизаветой II в качестве главы государства. Королева также была монархом Соединенного Королевства и других государств Содружества наций. Ее конституционная роль на Маврикии была передана генерал-губернатору.

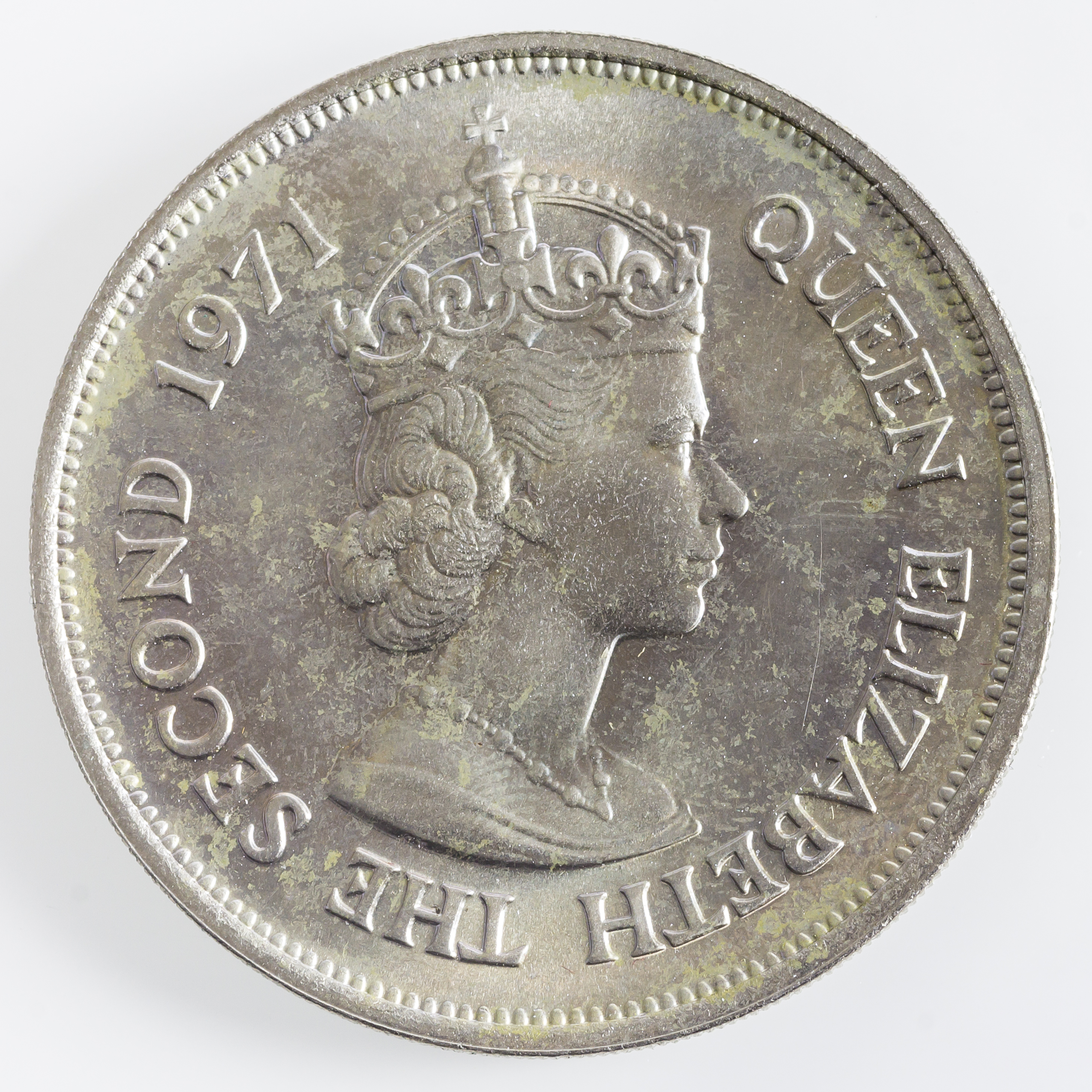
10 Маврикийских рупий, 1971 год

Парламент Соединенного Королевства принял Закон о независимости Маврикия 1968 года, превратив британское коронное владение Маврикий в независимое суверенное государство. Необычно то, что ни один член британской королевской семьи не присутствовал на церемонии провозглашения независимости Маврикия из-за проблем с безопасностью. Принцесса Александра должна была присутствовать на церемонии, но после общинного насилия государственный министр Великобритании по Содружеству лорд Шефард сообщил, что ее визит будет отменен.
Королева и ее муж Филипп посетили Маврикий в течение трех дней (24-26 марта) в 1972 году в рамках турне по Азии и Африке. Они прибыли в Порт-Луи на королевской яхте после посещения Сейшельских островов. Их встретила толпа из почти четверти миллиона человек, затем они проехали по городу в машине с открытым верхом. Во время визита Королева открыла шестую сессию парламента Маврикия. Королевская пара вылетела из Маврикия в Найроби по воздуху. Это был первый визит на остров правящего монарха.
Маврикий стал республикой в составе Содружества в 1992 году, когда президент Маврикия заменил Королеву в качестве главы государства.